# Siedlanka
Siedlanka je vesnice v gmině Niwiska v okrese Kolbuszowa v Podkarpatském vojvodství v jihovýchodním Polsku.
Siedlanka byla pravděpodobně založena na konci 16. století.
V letech 1975–1998 bylo město administrativně součástí okresu Řešov.
Vesnice má, mimo jiné zdravotní středisko, OSP Siedlanka a působí zde sportovní klub "Błękitni Siedlanka". Jsou zde také dvě historické kaple.

## Vzdělání
Od roku 1889 působil v Siedlance 1. stupeň lidové školy, která v roce 1891 získala novou školní budovu. V současné době je v Siedlance osmiletá základní škola s vlastní tělocvičnou.